# Château-l'Abbaye
Château-l'Abbaye är en kommun i departementet Nord i regionen Hauts-de-France i norra Frankrike. Kommunen ligger i kantonen Saint-Amand-les-Eaux-Rive droite som tillhör arrondissementet Valenciennes. År 2022 hade Château-l'Abbaye 886 invånare.

## Befolkningsutveckling
Antalet invånare i kommunen Château-l'Abbaye
| Referens: INSEE |